# 왕건 (전촉)

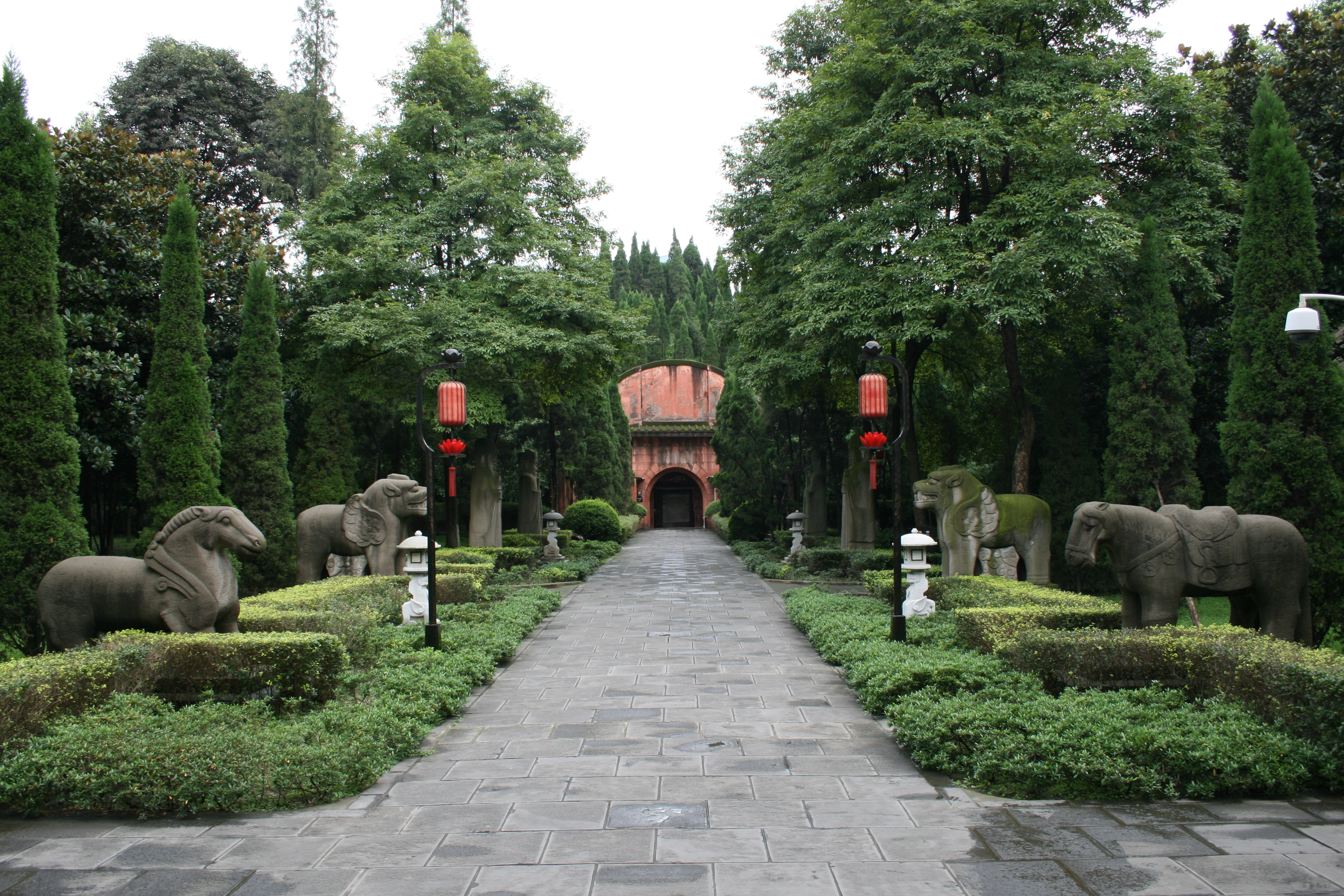
성도 시에 있는 왕건의 무덤

촉 고조 왕건(蜀 高祖 王建, 847년 2월 26일(음력 2월 8일) ~ 918년 7월 11일(음력 6월 1일), 재위 : 907년 ~ 918년)은 중국 당나라 말기의 군벌이자, 오대십국 시대 십국 전촉의 개국황제로, 자는 광도(光圖)이며, 허주 무양현 사람이다. 그는 당나라의 환관이자 장군이었던 양복광과 전령자 휘하에서 군관으로 경력을 쌓기 시작하였고, 최후에는 지금의 사천성과 중경시 일대에 해당하는 지역을 장악하였으며, 당나라가 멸망한 후에는 자신의 나라(전촉)를 세우고 황제의 자리에 올랐다. 시호는 신무성문효덕명혜황제(神武聖文孝德明惠皇帝)이고, 생전 재위 중에 받은 존호는 영무예성광효황제(英武睿聖光孝皇帝)였다.

## 생애
황소의 난 평정에 가담하여 공적을 세웠다. 그 후, 당나라 조정에서 막강한 권력을 휘두르던 환관 전령자의 양자가 되어, 당 희종이 촉으로 피신해 왔을 때 도운 일이 계기가 되어 이주(利州, 지금의 사천성 광원시)자사가 되었다.
888년 영평군(永平軍, 본부는 공주(邛州, 지금의 사천성 성도시의 현급시 공래시)에 있었다) 절도사가 되었고, 891년에는 검남서천(劍南西川, 본부는 지금의 성도시에 있었다) 절도사 진경선과 양부 전령자를 살해하고 성도를 장악했다. 이어 검남서천도를 접수하여 지금의 사천성 전역을 완벽히 장악하였다. 또한 901년에는 봉상절도사 이무정에게서 한중을 빼앗았다. 이로 903년 당나라 조정으로부터 촉왕에 봉해졌다.
907년, 당나라가 멸망하고 후량이 건국되었다. 이에 왕건은 황제를 자칭하였다.
촉은 외적 침입이 어려운 험준한 산세를 믿고, 심사단(尋事團)이라는 비밀감시 조직을 만들어 정적들을 압박하고 살해하는 등 내부 폭정을 자행하기도 하였다.
918년, 죽었다. 사후 친자들과 양자 사이에서 계승권 다툼이 일어났고, 결국 왕건의 막내 아들 왕연이 뒤를 계승했다.

## 가족 관계

### 황후
| 봉호       | 시호               | 이름(성씨) | 별칭                   | 재위년도      | 생몰년도  | 비고 |
| ---------- | ------------------ | ---------- | ---------------------- | ------------- | --------- | ---- |
| 황후(皇后) | 순덕황후(順德皇后) | 주씨(周氏) | 소성황후(昭聖皇后)     | 908년 ~ 918년 | ? ~ 918년 |      |
| 현비(賢妃) |                    | 서씨(徐氏) | 순성황태후(順聖皇太后) | (추존)        | ? ~ 926년 |      |

### 후궁
| 봉호       | 시호 | 이름(성씨) | 별칭                                      | 생몰년도  | 비고              |
| ---------- | ---- | ---------- | ----------------------------------------- | --------- | ----------------- |
| 귀비(貴妃) |      | 장씨(張氏) |                                           |           |                   |
| 숙비(淑妃) |      | 서씨(徐氏) | 화예부인(花蕊夫人) 익성황태비(翊聖皇太妃) | ? ~ 926년 | 태후 서씨의 동생. |
| 부인(夫人) |      | 소씨(蕭氏) |                                           |           |                   |
| 희(姬)     |      | 마씨(馬氏) |                                           |           |                   |
| 희(姬)     |      | 송씨(宋氏) |                                           |           |                   |
| 희(姬)     |      | 진씨(陳氏) |                                           |           |                   |
| 희(姬)     |      | 교씨(喬氏) |                                           |           |                   |
| 희(姬)     |      | 저씨(褚氏) |                                           |           |                   |

### 황자
| -  | 봉호           | 시호 | 이름                          | 생몰년도      | 생모      | 별칭                      | 비고                   |
| -- | -------------- | ---- | ----------------------------- | ------------- | --------- | ------------------------- | ---------------------- |
| 1  | 위왕(衛王)     |      | 왕종인(王宗仁)                |               | 마희      | 보왕(普王)                |                        |
| 2  | 폐태자(廢太子) |      | 왕종의(王宗懿) 왕원응(王元膺) | 892년 ~ 913년 | 귀비 장씨 | 수왕(遂王) 황태자(皇太子) |                        |
| 3  | 빈왕(邠王)     |      | 왕종로(王宗輅)                | ? ~ 926년     | 송희      | 아왕(雅王)                |                        |
| 4  | 조왕(趙王)     |      | 왕종기(王宗紀)                | ? ~ 926년     |           | 포왕(褒王)                |                        |
| 5  | 한왕(韓王)     |      | 왕종지(王宗智)                | ? ~ 926년     | 진희      | 포왕(褒王)                |                        |
| 6  | 송왕(宋王)     |      | 왕종택(王宗澤)                | ? ~ 926년     | 저희      | 흥왕(興王)                |                        |
| 7  | 노왕(魯王)     |      | 왕종정(王宗鼎)                | ? ~ 926년     | 저희      | 팽왕(彭王)                |                        |
| 8  | 신왕(信王)     |      | 왕종걸(王宗傑)                | ? ~ 918년     | 교희      |                           |                        |
| 9  | 설왕(薛王)     |      | 왕종평(王宗平)                | ? ~ 926년     | 저희      | 충왕(忠王)                |                        |
| 10 | 거왕(莒王)     |      | 왕종특(王宗特)                | ? ~ 926년     | 진희      | 자왕(資王)                |                        |
| 11 | 황태자(皇太子) |      | 왕종연(王宗衍) 왕연(王衍)     | 901년 ~ 926년 | 태후 서씨 | 정왕(鄭王)                | 제2대 황제 후주(後主). |

### 황녀
| - | 봉호(공주)         | 시호 | 이름 | 생몰년도 | 생모 | 별칭 | 비고 |
| - | ------------------ | ---- | ---- | -------- | ---- | ---- | ---- |
| 1 | 보자공주(普慈公主) |      |      |          |      |      |      |
| 2 | 안강공주(安康公主) |      |      |          |      |      |      |
| 3 | 아미공주(峨眉公主) |      |      |          |      |      |      |

### 양자
- 통왕(通王) 왕종유(王宗裕) - 왕건의 족자(族子). 별명은 고수태보(枯樹太保). 910년 통왕에 봉해졌다.
- 창왕(昌王) 왕종회(王宗鐬, ? ~ 924년) - 왕건의 조카. 910년 창왕에 봉해졌다.
- 가왕(嘉王) 왕종수(王宗壽) - 왕건의 족자(族子). 자는 영년(永年). 910년 가왕에 봉해졌다.
- 진국공 왕종길(王宗佶, ? ~ 908년) - 본성(本姓)은 감씨(甘氏). 908년 진국공에 봉해졌으나, 같은해 장살되었다.
- 위경무왕(魏景武王) 왕종간(王宗侃, 858년 ~ 923년) - 본명 전사간(田師侃). 915년 말에 낙안왕(樂安王)에 봉해졌다가, 918년 다시 위왕에 봉해졌다.
- 왕종척(王宗滌, ? ~ 902년) - 본명 화홍(華洪). 902년 교살되었다.
- 집왕(集王) 왕종한(王宗翰) - 본성(本姓)은 맹씨(孟氏). 왕건의 누나의 아들. 910년 집왕에 봉해졌다.
- 제왕 왕종필(王宗弼, ? ~ 925년) - 본명 위홍부(魏弘夫). 918년 거록왕에 봉해졌다가, 후에 다시 제왕에 봉해졌다. 925년 곽숭도에게 처형되었다.
- 낭야왕 왕종암(王宗黯) - 본명 길간(吉諫). 918년 낭야왕에 봉해졌다.
- 왕종변(王宗弁) - 본명 녹변(鹿弁)
- 왕종본(王宗本) - 본명 사종본(謝從本)
- 왕종완(王宗阮) - 본명 문무견(文武堅)
- 임영충광왕(臨潁忠廣王) 왕종파(王宗播, 858년 ~ 923년) - 본명 허존(許存). 자는 창원(昌遠). 918년 임영왕에 봉해졌다.
- 왕종주(王宗儔, ? ~ 924년)
- 왕종근(王宗謹) - 본명 왕교 또는 왕조(王釗)
- 임조왕(臨洮王) 왕종관(王宗綰) - 본명 이관(李綰). 918년 임조왕에 봉해졌다.
- 왕종유(王宗儒) - 본명 양유(楊儒)
- 왕종호(王宗浩, ? ~ 911년) - 911년 익사
- 왕종랑(王宗朗) - 본명 전사랑(全師朗)
- 왕종악(王宗渥, ? ~ 925년) - 본명 정악(鄭渥). 925년 이계급에게 처형되었다.
- 기왕(夔王) 왕종범(王宗範) - 본성(本姓)은 장씨(張氏). 장귀비(張貴妃)와 그 전남편의 아들로, 왕종의와는 이부동모(異父同母) 형제이다. 910년 기왕에 봉해졌다.
- 임치왕 왕종요(王宗瑤) - 본명 강질(姜郅). 자는 보신(寶臣). 918년 임치왕에 봉해졌다.
- 왕종훈(王宗訓, ? ~ 914년) - 본명 왕무권(王茂權). 914년 장살되었다.
- 왕종면(王宗勉) - 본명 조장(趙章)
- 왕종수(王宗銖) 또는 왕종술(王宗鉥) - 본명 이무(李武). 해당 인물은 오로지 《구국지(九國志)》에만 이름과 행적이 등장한다.
- 왕종악(王宗鍔)
- 낭야왕 왕종기(王宗夔) - 918년 낭야왕에 봉해졌다.
- 낭야왕 왕종예(王宗裔) - 918년 낭야왕에 봉해졌다.
- 왕종구(王宗矩) - 본명 후구(侯矩)
- 왕종우(王宗祐)
- 왕종분(王宗汾)
- 왕종신(王宗信)
- 왕종하(王宗賀)
- 왕종소(王宗紹)
- 왕종굉(王宗宏)
- 왕종탁(王宗鐸)
- 왕종로(王宗魯)
- 왕종욱(王宗昱)
- 왕종안(王宗晏)
- 왕종훈(王宗勳, ? ~ 925년) - 925년 이계급에게 처형되었다.
- 왕종엄(王宗儼, ? ~ 925년) - 925년 이계급에게 처형되었다.
- 왕종예(王宗汭, ? ~ 925년)

925년 후당군의 전촉 정벌 당시 초토부사(招討副使)로 있었다. 이후 천웅군(天雄軍)절도사 왕승휴와 행동을 같이하였다가 이계급에게 처형되었다. 자세한 사항은 왕승휴 문서를 참고하라.
- 왕종위(王宗偉, ? ~ ?)
- 왕종헌(王宗憲, ? ~ ?)

본성은 허(許)씨로, 천복 연간 초에 관직이 진강군(鎭江軍)절도사에 이르렀다.
- 왕종위(王宗威, ? ~ ?)

924년 후당군의 전촉 정벌 당시 산남절도사로 있었다.
| 전임 (초대) | 제1대 전촉의 황제 907년 ~ 918년 | 후임 11남 후주 왕연(왕종연) |